# Communauté de communes Pays de Fontenay-Vendée
Die Communauté de communes Pays de Fontenay-Vendée ist ein französischer Gemeindeverband mit der Rechtsform einer Communauté de communes im Département Vendée in der Region Pays de la Loire. Sie wurde am 16. Dezember 2016 gegründet und umfasst aktuell 25 Gemeinden. Der Verwaltungssitz befindet sich im Ort Fontenay-le-Comte.

## Historische Entwicklung
Der Gemeindeverband entstand mit Wirkung vom 1. Januar 2017 aus der Fusion der Vorgängerorganisationen 
- Communauté de communes du Pays de Fontenay-le-Comte und
- Communauté de communes du Pays de L’Hermenault.

Mit Wirkung vom 1. Januar 2019 gingen die ehemaligen Gemeinden Le Poiré-sur-Velluire und Velluire in die Commune nouvelle Les Velluire-sur-Vendée auf. Dadurch verringerte sich die Anzahl der Mitgliedsgemeinden auf 25.

## Mitgliedsgemeinden
| Gemeinde                                       | Einwohner 1. Januar 2022 | Fläche km² | Dichte Einw./km² | Code INSEE | Postleitzahl |
| ---------------------------------------------- | ------------------------ | ---------- | ---------------- | ---------- | ------------ |
| Auchay-sur-Vendée                              | 1.118                    | 21,16      | 53               | 85009      | 85200        |
| Bourneau                                       | 717                      | 16,36      | 44               | 85033      | 85200        |
| Doix lès Fontaines                             | 1.757                    | 23,87      | 74               | 85080      | 85200        |
| Fontenay-le-Comte                              | 13.806                   | 34,05      | 405              | 85092      | 85200        |
| Foussais-Payré                                 | 1.176                    | 34,42      | 34               | 85094      | 85240        |
| L’Hermenault                                   | 903                      | 11,42      | 79               | 85110      | 85570        |
| Le Langon                                      | 1.050                    | 23,74      | 44               | 85121      | 85370        |
| Les Velluire-sur-Vendée                        | 1.366                    | 26,49      | 52               | 85177      | 85770        |
| Longèves                                       | 1.360                    | 11,72      | 116              | 85126      | 85200        |
| L’Orbrie                                       | 801                      | 9,63       | 83               | 85167      | 85200        |
| Marsais-Sainte-Radégonde                       | 526                      | 14,77      | 36               | 85137      | 85570        |
| Mervent                                        | 1.073                    | 22,23      | 48               | 85143      | 85200        |
| Montreuil                                      | 820                      | 12,03      | 68               | 85148      | 85200        |
| Mouzeuil-Saint-Martin                          | 1.211                    | 25,85      | 47               | 85158      | 85370        |
| Petosse                                        | 684                      | 15,90      | 43               | 85174      | 85570        |
| Pissotte                                       | 1.144                    | 11,96      | 96               | 85176      | 85200        |
| Pouillé                                        | 643                      | 17,48      | 37               | 85181      | 85570        |
| Saint-Cyr-des-Gâts                             | 543                      | 21,08      | 26               | 85205      | 85410        |
| Saint-Laurent-de-la-Salle                      | 394                      | 19,22      | 20               | 85237      | 85410        |
| Saint-Martin-de-Fraigneau                      | 802                      | 13,56      | 59               | 85244      | 85200        |
| Saint-Martin-des-Fontaines                     | 169                      | 5,64       | 30               | 85245      | 85570        |
| Saint-Michel-le-Cloucq                         | 1.263                    | 17,69      | 71               | 85256      | 85200        |
| Saint-Valérien                                 | 549                      | 14,30      | 38               | 85274      | 85570        |
| Sérigné                                        | 1.029                    | 18,69      | 55               | 85281      | 85200        |
| Vouvant                                        | 823                      | 20,20      | 41               | 85305      | 85120        |
| Communauté de communes Pays de Fontenay-Vendée | 35.727                   | 463,46     | 77               | –          | –            |